# Édouard Laffon de Ladebat
Pour les articles homonymes, voir Laffon de Ladebat.
Étienne-Édouard Laffon de Ladébat, né le 7 septembre 1849 à Toulouse et mort le 25 février 1925 à Paris, est un général français. Il est le chef d'état-major général de l'armée française de 1909 à 1911.

## Biographie

### Origines et études
Édouard Laffon de Ladebat est le fils d'un polytechnicien colonel d'artillerie, Henri Laffon de Ladebat, et l'un des descendants d'André-Daniel Laffon de Ladebat. Comme André-Daniel, il est l'un des très nombreux descendants de Saint Louis en ligne féminine.
Imitant l'exemple paternel, il est admis à l'École polytechnique en 1868 (promotion X1868), il en sort sixième sur soixante de sa promotion en 1870, avec le grade de sous-lieutenant-élève.

### École d'application et Guerre franco-prussienne de 1870
Le 10 août 1870 il entre à l'École d'application de l'artillerie et du génie de Metz. Il est intégré à la 18e batterie du 14e régiment d'artillerie, rattachée à l'armée des Vosges avec lequel il combattit durant la guerre franco-prussienne de 1870 entre le 28 septembre 1870 et le 6 mars 1871. Lors de la bataille de la Bourgonce, il commanda deux pièces d'artilleries de la colonne de droite.
Pendant cette guerre, il totalisera deux blessures de guerre. Il est blessé une première fois à la tête par un éclat d'obus à Saint-Loup-de-Gonois le 30 novembre 1870 lors du troisième jour de combat de la bataille de Beaune-la-Rolande  puis une seconde fois à Villersexel le 9 janvier 1871 (bataille de Villersexel). Ce qui lui vaut d'être nommé le 12 février chevalier de la Légion d'honneur. Il est ensuite interné en Suisse (en vertu de la convention des Verrières)avec les débris de l'armée de l'Est, entre le 1er février et le 6 mars 1871.
Du 29 avril au 7 juin 1871, il rejoint une batterie à pied de l'armée de Versailles pour la répression de la Commune.
Il est promu, le 3 mai 1872, au grade de lieutenant-en-second d'artillerie. Il satisfait aux examens de l'École d'application de l'artillerie et du génie et obtint le numéro 2 sur 58 élèves d'artillerie le 30 janvier 1873.

### Temps de troupes
Il sert ensuite comme lieutenant-en-premier au 23e régiment d'artillerie le 12 février 1873, puis au 35e régiment d'artillerie où il est promu au grade de capitaine-en-second le 17 avril 1875, il sera détaché à la fonderie de canons de Bourges, dont il assurera la fonction de directeur adjoint ;
Il est admis par décision du 5 décembre 1876 à suivre les cours spéciaux d'enseignement militaire supérieur transformé en École militaire supérieure. À la suite des examens de sortie en décembre 1878, il sera classé 10e sur 67 élèves et obtiendra son brevet avec la mention "Très Bien".
Le 19 février 1878 Édouard Laffon de Ladebat se marie avec Mlle Jeanne Sophie Oppermann, d'une grande famille de banquiers protestants, sur autorisation ministérielle du 8 février 1878.
Il passe successivement capitaine-en-premier au 19e régiment d'artillerie le 30 juillet 1878, au 32e régiment d'artillerie à partir du 1er janvier 1879 et au 2e régiment d'artillerie à partir du 11 janvier 1879.
À partir du 28 janvier 1879, il est stagiaire à l'État-major général du 5e corps d'armée. Il est nommé au 7e régiment d'artillerie à partir du 8 avril 1879 et au 32e régiment d'artillerie à partir du 28 avril 1880, où il commanda la 3e batterie.

### Période de responsabilité en État-major
Il est ensuite mis en activité hors-cadre pour service d'état-major. Il servira les états-majors :
- particulier de l’artillerie à partir du 26 janvier 1881 ;
- du 6e corps d'armée dans la section active puis territoriale à partir du 31 janvier 1881 ;
- du Gouverneur militaire de Paris à partir du 3 juin 1881 ;

Il regagne le 38e régiment d'artillerie le 28 février 1885 puis le 13e régiment d'artillerie le 8 mai 1885. Il est remis en activité hors-cadre pour servir en état-major.
- du Ministre de la Guerre (3e bureau[3]) à partir du 20 mai 1887, où il sera promu au grade de chef d'escadron le 17 juillet 1887.

### Commandement en unité opérationnelle

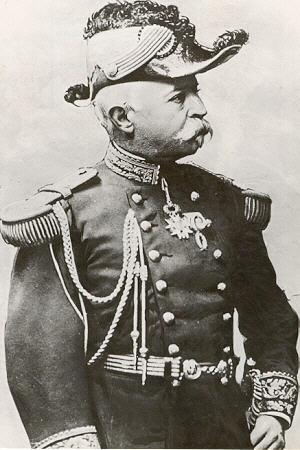
Le général Laffon de Ladebat.

Il rejoindra le 31e régiment d'artillerie le 9 mai 1893 où il sera promu au grade de lieutenant-colonel le 23 mars 1895.
Il est nommé, le 3 avril 1899, au grade de colonel, attaché à l'État-major particulier de l'artillerie, directeur adjoint des ateliers de construction de l'artillerie de Rennes.
Le 14 février 1900, il devient chef de corps du 33e régiment d'artillerie. Puis est placé comme chef du 1er bureau de l'État-major de l'Armée, le 9 juin 1900 et retrouve le 33e régiment d'artillerie le 23 juillet 1900.
Il est admis en première section des officiers généraux avec le grade de général de brigade le 7 avril 1903 et commande  du 9 avril 1903 au 23 juin 1905 la 9e brigade d'infanterie (5e division d'infanterie) et les subdivision de région de Rouen (Nord) et de Rouen (Sud).
Du 27 juin 1905 au 13 octobre 1907, il commande l'artillerie du 5e corps d'armée. Ce sera le général Ferdinand Foch qui le remplacera.

### Hautes responsabilités en État-major
Puis il est nommé sous-chef d’État-major général de l'Armée, le 13 octobre 1907, et il est membre :
- du Comité technique d’État-major ;
- du Comité consultatif de défense des colonies ;
- de la Commission militaire supérieure des chemins de fer ;
- de la Commission d'études pour la défense du littoral ;
- de la Commission supérieure d'études des armes portatives.

Il participe aussi à l'ensemble des travaux du conseil supérieur de la guerre en qualité de secrétaire à ce conseil. Promu général de division le 23 mars 1908, il devient chef d'État-major général de l'Armée française, en remplacement du général  Jean Brun devenu Ministre de la Guerre, et prendra ainsi la présidence de la Commission militaire supérieure des chemins de fer, de la Commission centrale des travaux géographiques et de la Commission des archives. Il occupera ces fonctions du 6 août 1909 au 30 mai 1911 avant d'être remplacé par le général Auguste Dubail.
Il est élevé à la dignité de Grand officier de la Légion d'honneur le 30 décembre 1909 et il se fait remettre les insignes le 8 janvier 1910 par le président Armand Fallières au Palais de l’Élysée.
Il est par ailleurs membre du Conseil supérieur de la guerre du 4 juillet 1911 au 2 août 1914. Il est nommé vice-président de la Commission militaire supérieure des chemins de fer le 27 septembre 1911 et président de la Commission des travaux géographiques en 1914.
Il assiste en août 1911 avec le général Auguste Dubail aux grandes manœuvres russes.
Il assiste à la réunion du 4 mars 1913, en tant que membre du Conseil supérieur de la guerre, à l’Élysée, où fut prononcé à l’unanimité le service de trois ans, pour tous sans dispenses.

### Première Guerre mondiale et fin de carrière

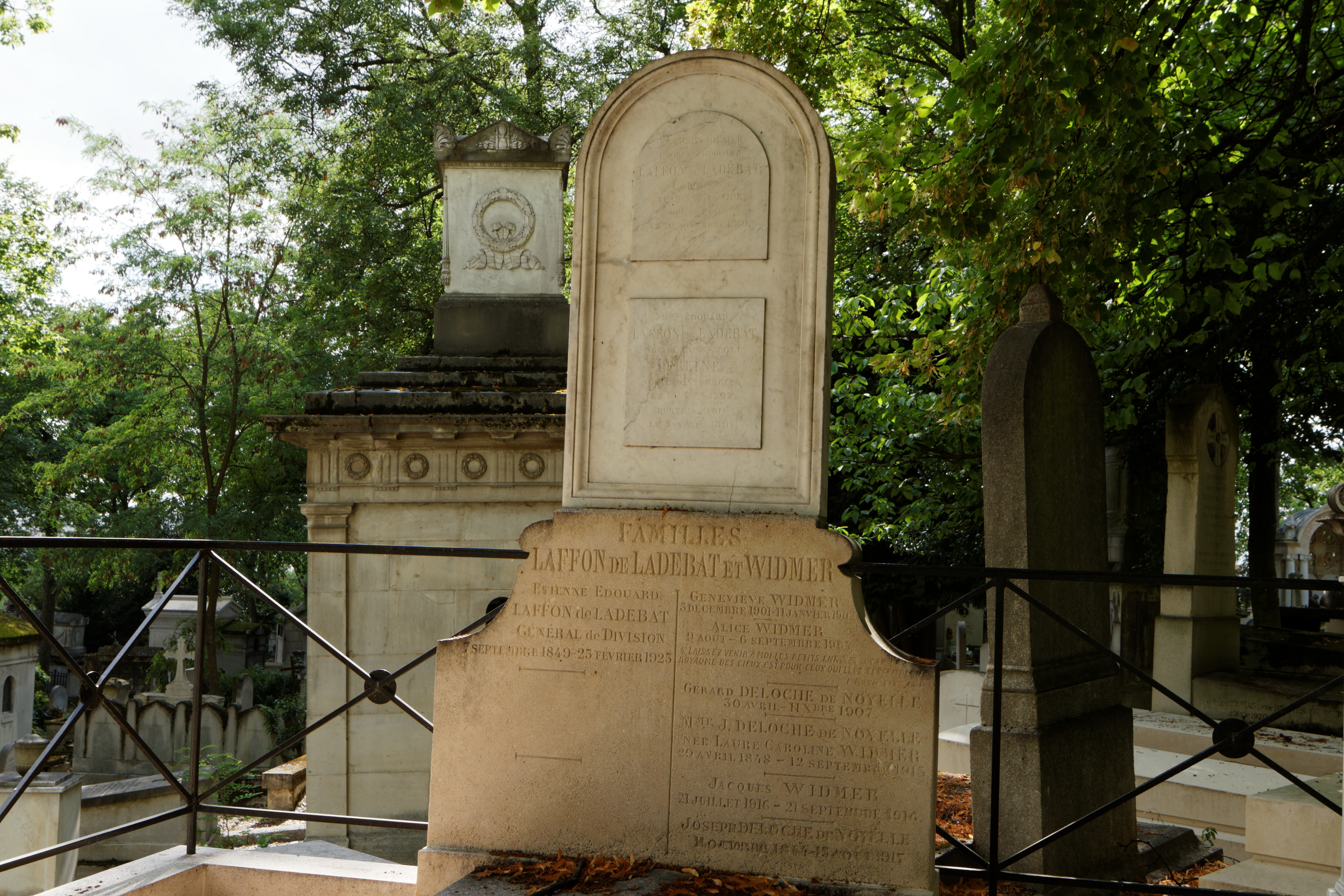
Tombe au cimetière du Père-Lachaise.

Le 2 août 1914, il exerce les fonctions de directeur des services de l'Arrière, il appartient au Grand quartier général de Joffre, jusqu'à son remplacement le 30 novembre 1914 par le colonel Camille Ragueneau.
Le général Laffon de Ladebat signa la première Instruction provisoire au sujet des transports de troupes en automobile, rédigé le 15 octobre 1914 par le capitaine Aimé Doumenc, tirant le bilan des Taxis de la Marne et des nombreuses autres opérations conduites sur le front. Cette instruction développe en huit pages les principes généraux applicables aux transports et règles techniques d’organisation.
Le 7 septembre 1914  il est placé dans la 2e section des  officiers généraux mais il est maintenu dans ses fonctions de directeur des services de l'Arrière. Le 14 décembre 1914, il cesse d'exercer ses fonctions et est replacé dans la 2e section.
Décédé le 25 février 1925 à Paris, il repose dans le caveau familial au cimetière du Père-Lachaise (39e division).

## Décorations
|  |  |  |
|  |  |  |
|  |  |  |

### Intitulés

#### Décorations françaises
- Grand officier de la Légion d'honneur (30 décembre 1909)
- Officier de l'Instruction publique (20 janvier 1909)
- Médaille commémorative de la guerre 1870-1871
- Médaille interalliée 1914-1918
- Médaille commémorative de la guerre 1914-1918

#### Ordres étrangers
- Grand'croix de l'ordre de la Couronne ( Royaume de Belgique) (12 juillet 1910)
- Grand'croix de l'ordre de l'Aigle blanc ( Empire russe)
- Grand'croix de l'ordre du Trésor sacré ( Empire du Japon)

## Grades
- Élève (École polytechnique) - 1er novembre 1868
- Sous-lieutenant-élève (École d'application) - 10 août 1870
- Sous-lieutenant - 15 août 1871
- Lieutenant en second - 10 août 1872
- Lieutenant en premier - 12 février 1873
- Capitaine en second - 17 avril 1875
- Capitaine en premier - 30 juillet 1878
- Chef d'escadron - 1er juillet 1887
- Lieutenant-colonel - 23 mars 1895
- Colonel - 03 avril 1899
- Général de brigade - 7 avril 1903
- Général de division - 23 mars 1908

## Sources et liens externes
- Ressource relative à la vie publique :   - base Léonore
- Notices d'autorité :   - BnF (données)
- Annuaire des anciens élèves de l’École Polytechnique
- Annuaire des anciens élèves de l'École supérieur de guerre
- Liste des généraux de division de la Première Guerre mondiale (web.genealogie)
- Musée des officiers généraux français des armes et des services (Musée des étoiles)
- Tombeau d’Édouard Laffon de Ladebat au Père-Lachaise
- Le dossier de M. Guyot de Villeneuve : l'armée cléricale (Fiche de E. Laffon de Ladebat)
- Site du ministère de la culture des dossiers des titulaires de l'Ordre de la Légion d'honneur (Base Léonore) Dossier LH/1434/7
- Les Généraux de l'Armée française, Éditions Lavauzelle (1904)
- Tableau d'honneur de la Grande Guerre, Tome 5, archives et culture
- Dictionnaire des généraux et amiraux français de la Grande Guerre (1914-1918), Tome 2 (L-Z), Gérard Géhin et Jean-Pierre Lucas
- Cote S.H.D.: 9 Yd 463.